# Acacia weberbaueri
Acacia weberbaueri é uma espécie de leguminosa do gênero Acacia, pertencente à família Fabaceae.